# Elastizität (Wirtschaft)
In den Wirtschaftswissenschaften ist eine Elastizität ein Maß, das die relative Änderung einer abhängigen Variablen auf eine relative Änderung einer ihrer unabhängigen Variablen angibt. Nicht ganz korrekt (siehe „Mathematische Darstellung“), aber anschaulich ist dabei folgende Fragestellung: Um wie viel Prozent verändert sich eine Variable {\displaystyle y} als Reaktion auf die einprozentige Änderung der anderen Variable {\displaystyle x}? Man nennt diese relative Änderung die Elastizität von {\displaystyle y} bezüglich {\displaystyle x} oder die {\displaystyle x}-Elastizität von {\displaystyle y}.
Betrachtet man beispielsweise die relative Änderung der Nachfrage bei einer relativen Änderung des Preises, ist das die Nachfrageelastizität bezüglich des Preises oder die Preiselastizität der Nachfrage, auch kurz Preiselastizität genannt.
In theoretischen Untersuchungen wird in der Regel von der Punktelastizität ausgegangen (stetige Änderungen), in der Praxis bzw. Empirie wird hingegen oft nur die Bogenelastizität – auch Streckenelastizität genannt – mit diskreten Änderungen genutzt (Unterscheidung, siehe Mathematische Darstellung).

## Motivation
Die Motivation für die Verwendung von Elastizitäten ergibt sich daraus, dass die absolute Änderung der abhängigen Variablen nur unzureichend über die Struktur einer Reaktion informiert.
Es wird beispielsweise ein Produkt betrachtet, dessen Preis um 1 € erhöht wird, worauf der Absatz um 10.000 Stück sinkt. Anhand der absoluten Größen lässt sich nur wenig über die Reichweite der Nachfrageänderung erkennen. Es fehlt der Vergleichsmaßstab: Betrug der Preis im Ausgangspunkt 10 € oder 100 €? Ist der Absatz von 50.000 auf 40.000 oder von 1.000.000 auf 990.000 Stück gesunken? Ein sinnvolles Maß für die Wirkung eines Instruments ist dagegen die Elastizität, die von relativen Änderungen ausgeht. Da die Elastizität keine Dimension (wie „€“ oder „Stück“) enthält, ermöglicht sie die Vergleichbarkeit von gleichartigen Werten.

## Mathematische Darstellung

### Eine unabhängige Variable
Um diese Verbaldefinition mathematisch zu fassen, betrachtet man eine Funktion {\displaystyle y=f(x)}.
Analog zum Konzept des Differenzenquotienten als Hinführung zum Differentialquotienten wird zunächst von der so genannten Bogenelastizität (auch Streckenelastizität genannt) ausgegangen. Man betrachtet eine endlich kleine Änderung {\displaystyle \Delta x} der Variablen {\displaystyle x} und {\displaystyle \Delta y} der Variablen {\displaystyle y}, so dass sich die relativen Änderungen {\displaystyle {\tfrac {\Delta x}{x}}} und {\displaystyle {\tfrac {\Delta y}{y}}} ergeben. Die durchschnittliche relative Änderung von {\displaystyle y} in Bezug auf eine relative Änderung von {\displaystyle x} gibt die Bogenelastizität
{\displaystyle \varepsilon _{y,x}:={\frac {\frac {\Delta y}{y}}{\frac {\Delta x}{x}}}}
an. Lässt man {\displaystyle \Delta x\rightarrow 0} gehen, erhält man als infinitesimale Auffassung die Elastizitätsfunktion von {\displaystyle y} bezüglich aller {\displaystyle x}, für die {\displaystyle f} differenzierbar und {\displaystyle x|f(x)=y} keine Nullstelle ist,
{\displaystyle \varepsilon _{y,x}:={\frac {\frac {\mathrm {d} y}{y}}{\frac {\mathrm {d} x}{x}}}}
,
die sich auch
{\displaystyle \varepsilon _{y,x}:={\frac {\mathrm {d} y}{\mathrm {d} x}}\cdot {\frac {x}{y}}=y'\cdot {\frac {x}{y}}}
schreiben lässt. Man bezeichnet diese Elastizität auch als Punktelastizität.
Es lässt sich zudem zeigen, dass sich die Elastizität auch darstellen lässt als
{\displaystyle \varepsilon _{y,x}={\frac {\mathrm {d} \ln y}{\mathrm {d} \ln x}}}.

### Mehrere unabhängige Variablen
Man betrachtet eine Funktion {\displaystyle y=f(x_{1},x_{2},\dotsc ,x_{n})}, die von einer oder mehreren Einflussgrößen {\displaystyle x_{1},x_{2},\dotsc ,x_{n}} abhängt. Eine Elastizität {\displaystyle \varepsilon _{i}} gibt an, um welchen relativen Betrag {\displaystyle \Delta y/y} sich ceteris paribus der Funktionswert {\displaystyle y} ändert, wenn sich die Einflussgröße {\displaystyle x_{i}} um den relativen Betrag {\displaystyle \Delta x_{i}/x_{i}} ändert. Damit ergibt sich für die Bogenelastizität
{\displaystyle \varepsilon _{y,x_{i}}={\frac {\Delta y/y}{\Delta x_{i}/x_{i}}}}
und bei infinitesimaler Betrachtung
{\displaystyle \varepsilon _{y,x_{i}}=\lim _{\Delta x_{i}\rightarrow 0}{\frac {\Delta y/y}{\Delta x_{i}/x_{i}}}={\frac {\partial y/y}{\partial x_{i}/x_{i}}}={\frac {x_{i}}{y}}{\frac {\partial y}{\partial x_{i}}}},
wobei {\displaystyle \partial } eine partielle Ableitung bezeichnet. In Anlehnung daran nennt man diesen Fall mit mehreren unabhängigen Variablen auch partielle Elastizität.

## Mathematische Eigenschaften der Elastizität
Die Elastizität ist dimensionslos. Ihr Wertebereich ist die Menge der reellen Zahlen.
- {\displaystyle \varepsilon _{y,x}={\frac {1}{\varepsilon _{x,y}}}}
- {\displaystyle \varepsilon _{(y+z),x}={\frac {y\cdot \varepsilon _{y,x}+z\cdot \varepsilon _{z,x}}{y+z}}}
- {\displaystyle \varepsilon _{(y\cdot z),x}=\varepsilon _{y,x}+\varepsilon _{z,x}}
- {\displaystyle \varepsilon _{\left({\frac {y}{z}}\right),x}=\varepsilon _{y,x}-\varepsilon _{z,x}}

## Ökonomische Eigenschaften der Elastizität
Die Elastizität ist ein Maß für das Ausmaß der Reagibilität einer Funktion bezüglich einer Änderung des Abszissenwertes. Eine negative Elastizität bedeutet, dass die Funktion in dem betreffenden Bereich fällt.
Es lassen sich bezüglich der Elastizität folgende Erkenntnisse ableiten:
| Wert von {\displaystyle \varepsilon _{y,x}}         | Bezeichnung                                   | Auswirkung |
| {\displaystyle \varepsilon =0}                      | {\displaystyle y} ist vollkommen unelastisch. | {\displaystyle y} reagiert nicht auf eine Änderung von {\displaystyle x}.                                                |
| {\displaystyle 0<\|\varepsilon \|<1}                | {\displaystyle y} ist unelastisch.            | {\displaystyle y} ändert sich relativ weniger stark als {\displaystyle x}.                                               |
| {\displaystyle \|\varepsilon \|=1}                  | {\displaystyle y} ist proportional elastisch. | Die relative Änderung von {\displaystyle y} ist gleich der relativen Änderung von {\displaystyle x}.                     |
| {\displaystyle \|\varepsilon \|>1}                  | {\displaystyle y} ist elastisch.              | {\displaystyle y} ändert sich relativ stärker als {\displaystyle x}.                                                     |
| {\displaystyle \|\varepsilon \|\rightarrow \infty } | {\displaystyle y} ist vollkommen elastisch.   | Die relative Änderung von {\displaystyle y} ist unendlich hoch, selbst bei der kleinsten Änderung von {\displaystyle x}. |

### Alternative Bezeichnungsweisen
Eine Elastizität mit dem Wert 1 wird als proportional elastisch oder fließend bezeichnet. In der Literatur, wie z. B. in dem weitverbreiteten Lehrbuch von Varian Grundzüge der Mikroökonomik findet sich aber auch die Bezeichnung „einheitselastisch“ für eine Elastizität mit dem Absolutwert 1. Werte darunter werden als unterproportional elastisch bzw. unelastisch bezeichnet, während Werte darüber als überproportional elastisch bzw. elastisch bezeichnet werden.

### Besonderheiten der Elastizität
Vollkommen unelastisch und vollkommen elastisch sind spezielle idealisierte Fälle.
Eine lineare Funktion, wie sie in den Wirtschaftswissenschaften häufig eingesetzt wird, hat in der Regel wie die meisten Funktionen an jedem Punkt eine andere Elastizität (Ausnahme: Ursprungsgeraden). Funktionen, die über ihren gesamten Definitionsbereich die gleiche Elastizität aufweisen, werden als isoelastische Funktionen bezeichnet.

#### Beispiel für eine isoelastische Funktion
Die Elastizitätsfunktion von {\displaystyle y={\frac {1}{x}}} ist isoelastisch, denn es ist
{\displaystyle \varepsilon _{y,x}=y'\cdot {\frac {x}{y}}=-{\frac {1}{x^{2}}}\cdot {\frac {x}{1/x}}=-1}.
{\displaystyle y={\frac {1}{x}}\,(x>0,y>0)} könnte als Modell einer Preis-Absatz-Funktion interpretiert werden. In diesem Zusammenhang könnte man etwas salopp sagen, dass in allen Bereichen der Preis-Absatz-Funktion die Nachfrage um 1 % fällt, wenn der Preis um 1 % steigt. Des Weiteren kann man in diesem Fall auch davon sprechen, dass die Funktion sowohl isoelastisch als auch einheitselastisch ist.
Ein weiteres Beispiel für Isoelastizität ist eine Ursprungsgerade {\displaystyle y=ax} mit der Elastizität {\displaystyle \varepsilon =1}. Eine sinnvolle Anwendung wäre eine Umsatzfunktion im polypolistischen Anbietermodell.

## Ausgewählte Elastizitäten
In den Wirtschaftswissenschaften spielen unter anderem folgende Elastizitäten eine Rolle:

### Elastizitäten in Bezug auf die unabhängige Variable
- Preiselastizitäten: Welchen Einfluss haben Preisänderungen auf Angebot und Nachfrage?
- Kreuzpreiselastizitäten: Welchen Einfluss haben Preisänderungen bei einem Gut auf Angebot und Nachfrage bei anderen Gütern?
- dynamische Preiselastizitäten: Welchen Einfluss hat eine gegenwärtige Preisänderung auf den zukünftigen Absatz?
- Einkommenselastizitäten: Welchen Einfluss haben Einkommensänderungen auf die Nachfrage nach einem Gut?
- Absatzwertelastizitäten: Welchen Einfluss haben Marketingaufwände auf die Nachfrage nach einem Gut?

Man unterscheidet beispielsweise bei der Preis- und Kreuzpreiselastizität noch zwischen Angebot und Nachfrage als abhängiger Variablen.

### Verknüpfung
|                                     | Angebot als abhängige Variable | Nachfrage als abhängige Variable |
| ----------------------------------- | --- | --- |
| Preis als unabhängige Variable      | (direkte) Preiselastizität des Angebots: gibt an, wie stark das Angebot an einem Gut auf Veränderungen des eigenen Preises reagiert.                | (direkte) Preiselastizität der Nachfrage: gibt an, wie stark die Nachfrage nach einem Gut auf Veränderungen des eigenen Preises reagiert.            |
| Kreuzpreis als unabhängige Variable | Kreuzpreiselastizität des Angebots: gibt an, wie stark das Angebot an einem Gut auf Veränderungen des Preises bei einem Konkurrenzprodukt reagiert. | Kreuzpreiselastizität der Nachfrage: gibt an, wie stark die Nachfrage nach einem Gut auf Veränderungen des Preises eines anderen Produktes reagiert. |
| Einkommen als unabhängige Variable  | | Einkommenselastizität der Nachfrage: gibt an, wie stark die Nachfrage nach einem Gut auf Veränderungen des Einkommens reagiert.                      |

Das mikroökonomische Konzept der Preiselastizität der Nachfrage und/oder des Angebots lässt sich betriebswirtschaftlich nicht nur immer dort vorzüglich nutzen, wo entsprechendes betriebsinternes Datenmaterial anfällt, sondern auch auf andere unabhängige Variablen als Preise übertragen. Vor allem Handelsbetrieben mit eigenem Warenwirtschaftssystem und Scannerkassen erschließen sich vielfältige Möglichkeiten der Erfolgsanalyse mittels Elastizitätskennzahlen. Beispielsweise kann die Nachfrage- bzw. Absatzänderung – sogar für eine einzelne Sorte – als abhängige Variable auf unabhängige Variablen wie Werbemitteleinsatz, Werbeintensität, Änderung der Preisoptik, Änderung der Platzierung, Einführung einer Doppelplatzierung oder sonstige handelspsychologische Maßnahmen bezogen werden. Prinzipiell ist für Handelsbetriebe „die Elastizitätsmessung auf alle Instrumente des Handelsmarketings und alle Marktpartner anwendbar: Serviceelastizität, Verkaufsflächenelastizität, Frontstreckenelastizität bzw. Platzierungselastizität der Lieferanten, Konkurrenten und Kunden usw. mit entsprechenden Kreuzelastizitäten.“

### Weitere ökonomische Elastizitäten
- Substitutionselastizität gibt an, wie „leicht“ man bei einer gegebenen Produktionsfunktion und konstant gehaltenem Output einen Produktionsfaktor (z. B. Arbeit) durch einen anderen (z. B. Kapital) ersetzen kann. (Vergleiche beispielsweise die CES-Produktionsfunktion)
- Skalenelastizität gibt an, wie stark der Output gesteigert werden kann, wenn die Einsatzmengen der Inputs ausgedehnt werden.
- Steuerbetragselastizität misst die Reaktion des Steueraufkommens bei einer Veränderung der Bemessungsgrundlage.
- Zinselastizität gibt an, wie eine Zinsposition bei einer relativen Änderung des Zinssatzes reagiert.
- Produktionselastizität gibt näherungsweise an, um wie viel Prozent sich der Output (die Produktion) eines Unternehmens oder einer Volkswirtschaft verändert, wenn der Einsatz eines Produktionsfaktors um ein Prozent erhöht wird.
- Die Kostenelastizität gibt näherungsweise an, um wie viel Prozent sich die Kosten eines Unternehmens verändern, wenn die Ausbringungsmenge um ein Prozent erhöht wird.[5]

## Beispiele

### Beispiel für eine lineare Funktion
Eine Gerade, die nicht vom Koordinatenursprung ausgeht, hat an jeder Stelle eine andere Elastizität, wie folgendes praktisches Beispiel zeigt.
Gegeben ist die lineare Funktion {\displaystyle y=f(x)=x+100}. Es soll die Elastizität am Punkt {\displaystyle x=100} untersucht werden, d. h. die prozentuale Änderung von {\displaystyle y}, wenn {\displaystyle x} um ein Prozent erhöht wird.
Zu {\displaystyle x=100} gehört der Funktionswert {\displaystyle y=f(100)=100+100=200}.
{\displaystyle x} wird um 1 % erhöht: {\displaystyle x+\Delta x=100+1}. Also erhält man für {\displaystyle y=f(101)=101+100=201}.
Nach der 1%igen Erhöhung von {\displaystyle x} ist der {\displaystyle y}-Wert von 200 auf 201 angewachsen. Er hat sich absolut um 1 erhöht, was einer prozentualen Änderung von 0,5 % entspricht.
Unter Verwendung der Elastizitätsfunktion für eine Gerade {\displaystyle y=a+bx}, die angegeben werden kann als
{\displaystyle \varepsilon ={\frac {dy}{dx}}\cdot {\frac {x}{y}}=y'\cdot {\frac {x}{y}}=b\cdot {\frac {x}{a+bx}}},
würde sich für das Beispiel ergeben
{\displaystyle \varepsilon =b\cdot {\frac {x}{a+bx}}=1\cdot {\frac {100}{200}}=0{,}5},
wobei zu bemerken ist, dass die Elastizitätsfunktion bei positiver Steigung der Geraden und positivem Absolutglied {\displaystyle a} mit wachsendem {\displaystyle x} steigt. Bei {\displaystyle a<0} fällt sie streng monoton von {\displaystyle x=-{\tfrac {a}{b}}} an von {\displaystyle \infty } und strebt mit wachsendem {\displaystyle x} gegen 1.
Es wird nun die Elastizität für den Punkt {\displaystyle x=200} berechnet, der dem Funktionswert {\displaystyle y=f(x)=f(200)=200+100=300} entspricht. {\displaystyle x} wird um 1 % erhöht, also absolut um 2. Es folgt {\displaystyle y=f(x)=f(202)=202+100=302}. Die prozentuale Änderung ist dabei {\displaystyle 2/300\approx 0{,}00667}, also 0,667 %.
Die Ermittlung mit der Elastizitätsfunktion ergibt hier
{\displaystyle \varepsilon =b\cdot {\frac {x}{a+bx}}=1\cdot {\frac {200}{300}}\approx 0{,}667}.